# RING (島袋光年の漫画)
『RING』（リング）は島袋光年による日本のスポーツ漫画作品。2004年から『スーパージャンプ』（集英社）で連載され、2005年6月3日に発売された第3巻を持って完結。

## 概要
主人公を中心に、輪投げに似た架空のスポーツ『リング』に青春を捧げる少年達の物語。児童売春で逮捕され、漫画家活動を自粛していた島袋光年の復帰第1作目である。
島袋曰く、「既存のスポーツを描いた漫画では、その道のプロに及ばない」という考えから、敢えて架空のスポーツを創作したという。ただし結果は本人曰く「どんずべりした」とのことで、「次連載の『トリコ』に関しては、誰もが共感できる『食』を扱った」と語っている。

## 登場人物
花形夏（通称：サマー）
本編の主人公。陸上の推薦で、山川学園に入学。夢に出てきた佐織あすかに一目惚れをする。佐織あすかの弟である佐織洋介と初経験であるRINGで対戦し、最後の土壇場で「ヴィクトリーシュート」を決めて、リング部の先輩などの注目を集めた。
強情で負けず嫌いな性格で、部員が少ないリング部に、他の部で長続きしなさそうな人材を強引に引き抜いた。その際、柔道部員との取っ組み合いに圧勝するなど、身体能力の高さは折り紙つきである。陸上で鍛え上げた足を買われ、クラブ紹介の際には様々な部から勧誘を受けた。
RING経験は全く無いが、幼少時から輪投げを得意としていたため、シュートの威力は高い。なお、一緒に縁日の輪投げをした事が、失踪した父親との唯一の思い出である。
佐織あすかの弟、佐織洋介とは犬猿の仲であり、しょっちゅう口論や喧嘩を繰り返している。
負けることが嫌いで、悔しいことなどがあると泣く“敗北アレルギー”を持っている。
父親が失踪しており、その暮らしは極めて貧しい。山川学園に入ったのも、推薦による学費免除を当てにしていただけで、当初はRINGどころか部活に入る気すらなかった。
佐織洋介（通称：洋介、弟くん）
佐織あすかの弟。姉の事は「あす姉」と呼んでいる。屋上で睡眠中の際、ジョージと夏の喧嘩に遭遇、夏に喧嘩を売られ蹴りを入れようとしたがかわされ、喧嘩では負けると思いRINGで対戦を要求。
夏が洋介から、輪を奪う事ができれば勝利という条件を出し、最後の最後には夏のヴィクトリーシュートを目の当たりにする。
RINGの実力を買われ、先輩からも夏と同様に注目されている。少しぎこちない関西弁を使っている。意外に勉強熱心であり、成績はかなりいい。
時田清志郎（通称：トキ）
夏の事を幼い頃からよく知る、夏の良き理解者。目は常に前髪で隠れている。夏にRINGを薦められ、ほぼ強制的にリング部へ入部。夏といる時をいつも楽しんでいる。中学の時は、バスケ部に所属していた。富士からもその高い素質を認められていた。
佐織あすか（通称：あすかチャン、あす姉）
リング部のマネージャー、佐織洋介の姉。リング部の全国制覇を夢見ており、夏の才能を最初に見出した人。洋介の為に、教室まで鯛めしを運んだりするちょっぴり天然で健気な女性。
同級生でクラスメイトののぶ美からはライバル視されており、常に悪口などを面と向かって言われる。
赤太一郎（通称：レッド、赤ちゃん、赤チン）
リング部のエースで2年。ジュニアユースに呼ばれ、戻ってくるなり夏とあすかを巡り、幼稚な争いを展開する。のぶ美に好かれているが、本人は全く興味がない。
「赤ちゃん」と呼ばれることを嫌う。多彩なシュート方法を会得しており、夏と同じく“敗北アレルギー”の持ち主である。
美杉礼（通称：超ロン毛くん）
トキ、夏のクラスメイト。中学時代からRINGを経験しており、ポジションはフォアード。髪の毛が異様に長く、髪の事にしつこく触れられると切れる。
大竹賢（通称：キャプテン）
リング部の主将。部員からは慕われている、信頼できる存在。
泉（通称：チンピラコーチ）
山川学園リング部OB。その風貌はサマー曰く「車に自らぶつかって『首が痛いなぁ』とか言う人」、「チンピラコーチ、略してチ〇コ」だが、実際は誰よりも選手の事を考えている優秀なコーチである。
外人（通称：外人）
犬の散歩をしていたり、夏と洋介のRING対決の審判をしたりと色々な場面で登場する。
飯田へそ吉
中学時代は“教授”と呼ばれていた優等生。先生に駄洒落で「高校でのあだ名は今日中（きょうじゅう）に考えるように…」と言われ、その場の空気を完璧に沈められた。
ジョージ（通称：ジョージさん）
山川学園応援団団長。人に負けない部分が、虫歯と同じ数の15個あるという。山川学園の校則である“老化するな”を明らかに違反している風貌だが、一応は現役の高校3年生である。虫歯とタバコの吸い過ぎが重なって息が臭い。
富士山（ふじ たかし）（通称：富士先生）
リング部の顧問。顎がしゃくれているが、見た目は優しそうな風貌で、中身も同じく優しい。夏に期待している。かつては鬼コーチとして恐れられていたらしい。
鳥羽（通称：元・野球部員の…）
夏に野球部から無理矢理引き抜かれた野球部員。最初はリング部を1週間でやめるつもりだったが、同級生が野球部を退部したことによりリング部に身を埋める。
鈴木（通称：田辺）
夏に剣道部から無理矢理引き抜かれた剣道部員。
栗田要（通称：クーリン）
リング部3年。
弓場（通称：ユーミン）
リング部2年。
清水清竹（通称：清清）
リング部2年。
石毛康成
リング部3年。
川口
リング部マネージャー。
長井
リング部マネージャー。
石原裕三郎
山川学園野球部監督。
タクヤ
山川学園野球部員だが、挫折した。
のぶ美
山川学園陸上部マネージャー。
大野正司
リング部3年。
小川九一郎
リング部3年。

## 用語解説

### スポーツ・輪（リング）について

#### 概要
「輪（リング）」は、「輪投げをフィールド競技化したスポーツ」として作者が創作した架空のニュースポーツ。作者が同単行本のコラムで明かしたところによると、「サッカーの自由度をベースにして、バスケットボールやラグビーなどの要素を合成して創作した」という。なお、作者はこのスポーツを設定する際、フラフープやタイヤチューブなどを投げてテストプレイを行っていたという。

#### ルール
- リングの始め方は、ハンドボールと同じで「スローオフ」から。サッカーでいう「キックオフ」である。
- リングの運び方は上半身ならば、どこを使っても可。基本的には持って走るか、パスするかである。
- ファウルはバスケットなどと同じく、故意に足をかけたり、体を押したり、叩いたりなどはファウル。
- リングを持つのは敵・味方関係なく1人だけ。3秒以内であれば、ファウルにはならない。
- 「ゴールエリア」内でのファウルは、ファウルされた側のフリースローになる。
- ゴールラインより外側からシュートを決めると、通常得点に加え無条件で1本フリースローが貰える。（通称「ボーナスシュート」）
- 相手のゴールエリア内からシュートを決めると、通常得点に加え無条件で4本フリースローが貰える。（通称「ヴィクトリーシュート」）但し、リングの歴史上、公式の試合でヴィクトリーシュートが決まったことはたった一度しか無い。

#### シュートの種類
インスロー
一般的に使われている投げ方で、内側に構えて外側に向かった投げ方をする。
アウトスロー
インスローとは逆の投げ方。
アンダースロー
下手投げ。時々、試合でも使われるシュート方法。
バウンドスロー
文字通り、リングをバウンドさせるスローイング。パスや相手を抜いたりする時に使われるスローイングだが、シュート成功率は極めて低い。
ロデオスロー
リングを水平に構え、強引に「縦回転」させる投げ方。通常の横回転より雑で荒々しい印象からその名が付いた。シュートの中で極めて難しい部類に入る。サマーは「ロデム」と誤認している。

## 単行本
- 島袋光年『RING』集英社〈ジャンプコミックス デラックス〉、全3巻
  1. 2004年9月3日発売、ISBN 978-4088594552
  2. 2005年2月4日発売、ISBN 978-4088594866
  3. 2005年6月3日発売、ISBN 978-4088595115